# マンマ・ミーア! ヒア・ウィー・ゴー
『マンマ・ミーア! ヒア・ウィー・ゴー』（原題：Mamma Mia! Here We Go Again）は、2018年のイギリス、アメリカ合衆国のロマンティック・コメディ・ミュージカル映画。監督・脚本はオル・パーカー、原案はパーカーとキャサリン・ジョンソン、リチャード・カーティス。同名のミュージカルを映画化した2008年の映画『マンマ・ミーア!』から数年後の現在と、過去のドナの青春時代を描く続編。
メリル・ストリープ、アマンダ・サイフリッド、クリスティーン・バランスキー、ジュリー・ウォルターズ、ピアース・ブロスナン、コリン・ファース、ステラン・スカルスガルド、ドミニク・クーパーらが続投、新たにリリー・ジェームズ、シェールらが出演。
アメリカ合衆国とイギリスなどでは、前作の公開日から約10年後の2018年7月20日に公開された。

## ストーリー
前作から数年後、舞台はギリシャのカロカイリ島。ソフィは母の代からの念願だったホテルの改修を終え、リニューアルオープン記念パーティーの準備に追われていた。母のドナは一年前に病死し、3人の父親のうちパーティーに出席できるのはサムだけで、夫のスカイはニューヨークに離れて住んでいる。電話してはケンカになるソフィとスカイ。だが、内心では距離を置いたことを互いに後悔していた。
時代は遡って1979年。若き日のドナはオックスフォード大学を主席で卒業後、広い世界で自分を見つめるために一人旅にでる。フランスでハリーと出会い、一夜を共にするドナ。だが、ギリシャにある“世界の果て”と呼ばれたカロカイリ島に行きたいドナは、置き手紙を残して旅立った。
フェリーに乗りそこね、ビルの所有するヨットに便乗してカロカイリ島に上陸するドナ。高台でボロボロの農家を見つけたドナは気に入って住み着くが、馬小屋だけは誰かが使用中で一頭の馬が飼われていた。嵐に怯えて暴れる馬をドナと共に救助するサム。彼も一人旅の途中だが、一週間で帰国し親の仕事を継ぐという。
街のライブハウスに歌手として雇われ、サムと恋に落ちるドナ。しかし、サムには婚約者がいて、彼は島を後にする。実はサムは婚約者と別れて島に戻って来たのだが、ドナはすでにビルとヨットで消えていた。消沈して婚約者の元へ戻るサム。
再び現在のホテル。記念パーティーの準備は万端だったが、突然の暴風雨で屋外の仕度は水浸しになり、フェリーが欠航して招待客も島に来られなくなった。落胆するソフィを慰めるドナの親友のロージーとターニャ。
その頃、重要な商談に出席していたハリーは、「家族が第一」と仕事を投げ出し、カロカイリ島に向かった。大きな賞を受賞したビルも島の対岸まで来たが、足止めされる2人。だが、本土の漁師たちとその家族までパーティーに招待したハリーたちは、漁船の船団を引き連れて島に到着した。パーティーの仕度をやり直し、客を迎えるソフィたち。漁船には夫のスカイも乗っていた。喜んで妊娠を報告するソフィ。
企画していたセレブの登場や取材記者は呼べなかったが、ヘリコプターで島に現れる大物歌手のルビー。実は彼女はドナの母親で、ソフィの祖母だった。ツアーで飛び回り家族を顧みない女性だったが、良いお婆ちゃんになると誓い、ひ孫の洗礼式にも出席するルビー。
25年前のソフィの洗礼式を思い出して、教会に現れるドナの魂。この島で妊娠に気づいたドナは、正式に農家を借りて改修し、ホテルを経営してソフィを育てて来たのだ。母となったソフィと時空を超えて共に歌い、ドナは生者たちを残して天に帰って行った。

## キャスト
ソフィ・シェリダン
演 - アマンダ・サイフリッド、日本語吹替 - 小島幸子
ドナの娘。25歳。サムにとっての連れ子。スカイの婚約者でルビーの孫娘。
ドナ・シェリダン
演 - メリル・ストリープ / 若い頃：リリー・ジェームズ、日本語吹替 - 若い頃：池田朋子
ソフィの母親でルビーの娘。ホテル "Villa Donna" のオーナーでサムの妻。作中で1年前に亡くなった事が語られている。
スカイ
演 - ドミニク・クーパー、日本語吹替 - 杉山紀彰
ソフィの婚約者。ニューヨークでホテルビジネスを学んでいる。
ターニャ
演 - クリスティーン・バランスキー / 若い頃：ジェシカ・キーナン・ウィン、日本語吹替 - 野村須磨子 / 若い頃：きそひろこ
ドナの元バンド仲間。裕福で3回離婚している。髪型は昔から変わらない。初対面のシエンフエゴスに一目惚れするなど、相変わらず恋愛への情熱は失っていない。
ロージー・マリガン
演 - ジュリー・ウォルターズ / 若い頃：アレクサ・デイヴィーズ、日本語吹替 - 一龍斎貞友 / 若い頃：ミルノ純
ドナの元バンド仲間。未婚で陽気な作家。前作から髪型がより短く変わり、色も金髪になっている。昔から短髪だった模様。前作の間にビルと破局しており（彼の浮気が原因）、彼女自身は一匹狼故か彼に未練はないと言い張っている。ドナの死を大変悲しんでおり、ドナの名前が出てきただけで泣き出してしまう。食べ物（特に炭水化物）が大好物で、作中でも何かストレスが溜まるごとに何かを頬張っている。
サム・カーマイケル
演 - ピアース・ブロスナン / 若い頃：ジェレミー・アーヴァイン、日本語吹替 - 田中秀幸
ソフィの父親候補者の一人。アメリカ人の建築家。前作でドナと結婚したため、ソフィの父親という位置づけ。建築家としての腕を利用し、ホテル “Villa Donna”のリフォームを手伝った。大嵐の影響で落ち込むソフィを慰めるなど、彼女の精神的支えとなる。
ハリー・ブライト
演 - コリン・ファース / 若い頃：ヒュー・スキナー、日本語吹替 - 木下浩之
ソフィの父親候補者の一人。イギリス人の銀行家。重要な契約の為に東京に出張中だが、後にソフィがいるカロカイリ島へと行った。前作の最後でゲイだとカミングアウトした。若かりし頃はドナとパリで出会うまで一度も女性経験が無く、彼女を最初の女性と決めてからは猛アプローチをかけ、最終的に成功する。ギリシャの税関職員からは「歳を重ねてから、益々味が出てきた」と褒められるほど。
ビル・アンダーソン
演 - ステラン・スカルスガルド / 若い頃：ジョシュ・ディラン、日本語吹替 - 福田信昭
ソフィの父親候補者の一人。スウェーデン人の船員で紀行作家。ストックホルムで行われる授賞式をほっぽり出してカロカイリ島に行く。昔はハンサムでプレイボーイとして名を馳せていたらしいが、今は往時の見る影も無くなってしまっている事をギリシャの税関職員に指摘されてしまっている。前作ではロージーと良い関係になっていたが、今作までの間に浮気してしまい破局した。
フェルナンド・シエンフエゴス
演 - アンディ・ガルシア、日本語吹替 - 内田直哉
ホテルの支配人。全てが謎に包まれている人物。昔、南米で悲しい別れを経験しているらしい。妻を亡くした兄がいる。
実は若かりし頃にルビーと恋に落ちたが、当時のメキシコの内戦で彼女と離れ離れになってしまっていた。だが彼女への愛は薄れておらず、ホテルのリオープン・パーティーにて奇跡の再会を果たした後は、よりを戻している。
ルビー・シェリダン
演 - シェール、日本語吹替 - 鳳芳野
ドナの母親でソフィの祖母。ブロンドヘアの美人。歌手（その実力は娘のドナも認めるほど）であり、世界中を飛び回っている。その為家族とは疎遠であり、娘であるドナとの仲は良好とは言い難い。ソフィの発言によると、ここ数十年間はラスベガスの外から出ていないらしい。ソフィは当初ホテルのリオープン・パーティーに彼女を招待しようとしたが、「どうせ来ない」という理由で事前に招待を辞めた。が、スカイの説得と疎遠にしていた孫娘と良好な関係を築くためにヘリコプターでカロカイリ島に駆けつける。
なぜか国際恋愛に関して良いイメージを持っていないが、それは彼女自身が1959年にメキシコでフェルナンドとの悲しい別れを経験していたからであった。
ホテルのリオープン・パーティーで彼と奇跡の再会を果たし、その後は当時のように互いに愛を育んでいる。
ギリシャの税関職員
演 - オミッド・ジャリリ
大学副総長
演 - セリア・イムリー
ドナ、ターニャ、ロージーが通う大学の副総長。
ソフィア
演 - Maria Vacratsis
ラザロスの母親。ホテル“Villa Donna”の元である山頂の空き家の所有者であり、若かりし頃のドナに手入れをする事を条件に、無料で貸し出す。ドナが産気づいた際には出産の手伝いを行った。
ラザロス
演 - Panos Mouzourakis
ソフィアの息子。彼自身がオーナーを勤めるバーでバンドを率いている。ボーカルは彼自身だが、彼のバンドの良さを理解しているのは、ドナただ一人だけであり母のソフィアからはドラ息子扱いされている。ホテルのリオープン・パーティーにもバンドを率いて参加。その際は当時と比べて髪が薄くなっていた。
アレクシオ
演 - ジェラード・モナコ
アポロニア
演 - アナ・アントニアデス
大学の教師
演 - ビョルン・ウルヴァース
（ABBAのメンバー。カメオ出演）
レストランのピアノ奏者
演 - ベニー・アンダーソン
（ABBAのメンバー。カメオ出演）

## 使用楽曲
サウンドトラックはアメリカ合衆国で2018年7月13日にキャピトル・レコードとポリドール・レコードから発売された。アルバムのプロデュースは、ビョルン・ウルヴァースとジュディ・クレイマーとともにエグゼクティヴプロデューサーも務めるベニー・アンダーソン。
1. "When I Kissed the Teacher" –若きドナ・アンド・ザ・ダイナモス、大学副総長
2. "I Wonder (Departure)" – 若きドナ・アンド・ザ・ダイナモス†
3. "ワン・オブ・アス" – ソフィ、スカイ
4. "恋のウォータールー" – 若きハリー、若きドナ
5. "Why Did It Have to Be Me?" – 若きビル、若きドナ、若きハリー
6. "アイ・ハヴ・ア・ドリーム" – 若きドナ
7. "Kisses of Fire" – ラザロス
8. "Andante, Andante" – 若きドナ
9. "きらめきの序曲" – 若きドナ
10. "ノウイング・ミー・ノウイング・ユー" – 若きドナ、若きサム、サム、ソフィ
11. "Mamma Mia" – 若きドナ・アンド・ザ・ダイナモス
12. "Angel Eyes" – ロージー、ターニャ、ソフィ
13. "ダンシング・クイーン" – ソフィ、ロージー、ターニャ、サム、ビル、ハリー
14. "I've Been Waiting for You" – ソフィ、ロージー、ターニャ
15. "悲しきフェルナンド" – ルビー、フェルナンド
16. "My Love, My Life" – ドナ、ソフィ
17. "Super Trouper" – ルビー、ドナ、ロージー、ターニャ、ソフィ、スカイ、サム、ビル、ハリー、フェルナンド、若きドナ、若きロージー、若きターニャ、若きビル、若きサム、若きハリー
18. "ザ・デイ・ビフォア・ユー・ケイム" – ドナ†

- † サウンドトラックには収録されているが、劇中からはカットされた楽曲。

## 製作

### 企画
前作『マンマ・ミーア!』の興行的成功により、ハリウッドスタジオのチーフでユニバーサル・ピクチャーズの共同会長（当時）のデヴィッド・リンドはデイリー・メールの取材に対し、「時間はかかるが、続編の可能性はある」と述べた。また「キャサリン・ジョンソン（前作脚本）、フィリダ・ロイド（前作監督）、ベニー・アンダーソン（前作製作総指揮）、ビョルン・ウルヴァース（前作製作総指揮）がプロジェクトに同意してくれることを願っている。まだABBAの使うべき名曲がたくさんある」とも述べた。
2017年5月19日、本作の製作と公開日（2018年7月20日）が発表された。オル・パーカーが脚本と監督を務める。2017年9月27日、ベニー・アンダーソンはABBAの3つの楽曲 "When I Kissed the Teacher"、"I Wonder (Departure)"、"Angel Eyes" が劇中に使用されることを明かした。なお "I Wonder (Departure)" は劇中からはカットされたが、本作のサウンドトラックには収録されている。

### キャスティング
2017年6月1日、ソフィ役にアマンダ・サイフリッドが続投することが報じられた。その月の下旬、ドミニク・クーパーもインタビューで、自身がメリル・ストリープ、コリン・ファース、ピアース・ブロスナンとともに続投することを明かした。2017年7月、クリスティーン・バランスキーもターニャ役で続投が発表され、2017年7月12日には、青春時代のドナとしてリリー・ジェームズの出演が決定した。2017年8月3日、ジェレミー・アーヴァインとアレクサ・デイヴィーズのキャスティングが報じられ、アーヴァインはブロスナンの役サムの青春時代を、デイヴィースはジュリー・ウォルターズの役ロージーの青春時代をそれぞれ演じることとなった。2017年8月16日、ジェシカ・キーナン・ウィン（オフ・ブロードウェイミュージカル『Heathers: The Musical』のヘザー・チャンドラー役）が、バランスキーの役ターニャの青春時代を演じることが発表された。ジュリー・ウォルターズとステラン・スカルスガルドもロージーとビルの役をそれぞれ続投する。2017年10月16日、アメリカの歌手・女優のシェールが2010年以来の映画出演として参加が発表された。シェールとストリープは『シルクウッド』以来の共演となる。

### 撮影
主要撮影は2017年8月12日から、ヴィス島を含むクロアチアで開始した。2017年10月にはイングランドのサリー州にあるシェパートン・スタジオにキャストが集合し、シェールとともに数曲の歌とダンスを撮影した。撮影は2017年12月2日に終了した。

## 公開
本作はユニバーサル・ピクチャーズによってアメリカ合衆国、イギリスなどの国々で2018年7月20日に公開された。プレミアは2018年7月16日にロンドンのハマースミス・アポロにて行われた。

### マーケティング
最初のトレーラーは2017年12月21日に、同じくユニバーサル・ピクチャーズの『ピッチ・パーフェクト3』の上映前に初公開された。ユニバーサルがスポンサーであるYouTubeではメレル・ツインズが "Mamma Mia" のカバーを披露し映画のプロモーションを行った。